# Джаксън (окръг, Индиана)
Вижте пояснителната страница за други населени места с името Джаксън.
Окръг Джаксън (на английски: Jackson County) е окръг в щата Индиана, Съединени американски щати. Площта му е 1331 km², а населението е 46 428 души (1 април 2020). Административен център е град Браунстаун.